# Дис, Джастин
Джастин Дис (англ. Justin Deas; род. 30 марта 1948, Коннелсвилл, Пенсильвания) — американский актёр. Известен прежде всего работами в дневных мыльных операх.

## Биография
Родился 30 марта 1948 года в Коннелсвилле, штат Пенсильвания. Получил степень бакалавра искусств в Колледж Вильгельма и Марии.
Первой значительной ролью Диса была роль Баки в дневном сериале «Надежда Райанов». Он был десятым актёром, сыгравшим роль Тома Хьюза в сериале «Как вращается мир». Также играл Кейта Тиммонса в «Санта-Барбаре» и Базза Купера в «Путеводном свете».
Также играл в ряде театральных постановок.

## Личная жизнь
С 1967 по 1978 год был женат на актрисе Джоди Кэтлин. От этого брака у него есть дочь.
В 1988 году женился на актрисе Маргарет Колин (сыгравшей его жену в сериале «Как вращается мир»), у пары двое сыновей — Сэм и Джои.

## Избранная фильмография
| Год       |    | Русское название  | Оригинальное название | Роль               |
| --------- | -- | ----------------- | --------------------- | ------------------ |
| 1975—1978 | с  | Надежда Райана    | Ryan's Hope           | доктор Баки Картер |
| 1981—1983 | с  | Как вращается мир | As the World Turns    | Том Хьюз           |
| 1986—1988 | с  | Санта-Барбара     | Santa Barbara         | Кейт Тиммонс       |
| 1986      | ф  | Любовница в снах  | Dream Lover           | Кевин Маккенн      |
| 1989      | с  | Студия 5-Б        | Studio 5-B            | Джейк Галлахер     |
| 1990      | тф | Монтана           | Montana               | Клайд              |
| 1992—2009 | с  | Путеводный свет   | The Guiding Light     | Фрэнк «Базз» Купер |

## Награды
Выиграл шесть дневных премий «Эмми» в актёрских категориях: один раз за роль в сериале «Как вращается мир» (1984), дважды за «Санта-Барбару» (1988, 1989) и трижды за «Путеводный свет» (1994, 1995, 1997). Был рекордсменом по этому показателю до 2012 года, когда Энтони Гири получил седьмую награду в той же категории.